# Tingena aurata
Tingena aurata är en fjärilsart som först beskrevs av Alfred Philpott 1931.  Tingena aurata ingår i släktet Tingena och familjen praktmalar. Inga underarter finns listade i Catalogue of Life.